# Phép lạ của Nhà Brandenburg

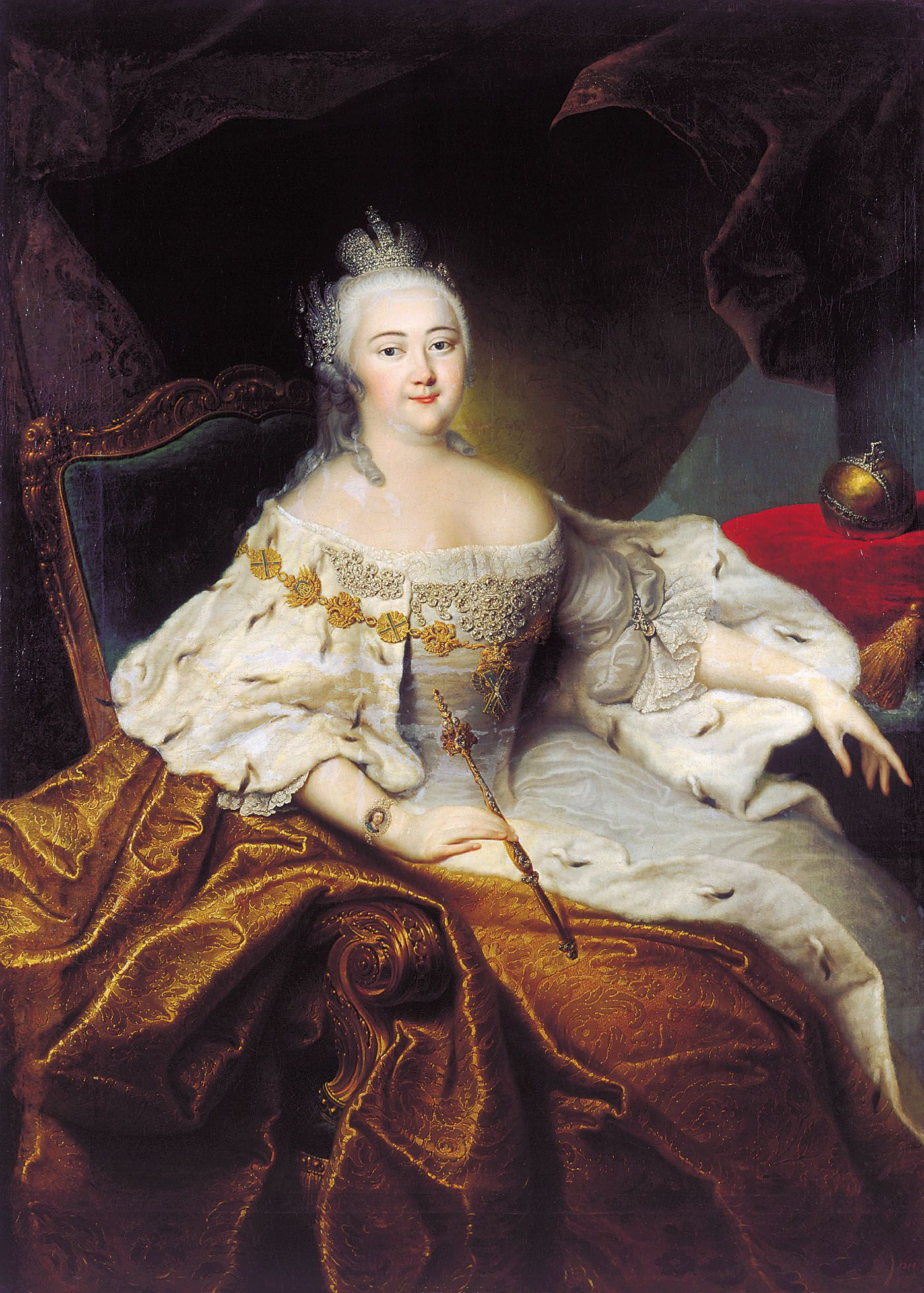
Nữ hoàng Nga Elizaveta Petrovna đã tham gia Liên minh chống Phổ trong Bảy năm chinh chiến.

Thành ngữ Phép lạ của Nhà Brandenburg (tiếng Đức: Mirakel des Hauses Brandenburg, tiếng Pháp: Miracle de la maison Brandenbourg, tiếng Nga: Чудо Бранденбургского дома), cũng gọi là Phép lạ của triều đại Hohenzollern, là cách nói, chỉ sự sống còn của nước Phổ sau khi phải chống chọi với liên quân các liệt cường châu Âu lục địa trong cuộc Chiến tranh Bảy năm - một thành quả mà họ đạt được nhờ vào cả những chiến công hiển hách của Quốc vương (điển hình như thắng lợi trong trận Leuthen hồi năm 1757 nhờ có đường lối chiến thuật và chiến lược đúng đắn), sự quyết đoán giành quyền chủ động của ông, lẫn tình hình có lợi. Mặc dù chiến thắng này chủ yếu hơn cả là nhờ nỗ lực của cả nước Phổ, Thành ngữ này đôi khi bị hiểu và dùng không đúng để chỉ cái chết bất ngờ của Nữ hoàng nước Nga là Elizaveta Petrovna (còn viết là Elisabeth vào ngày 25 tháng 12 năm 1761 (lịch cũ: 5 tháng 1 năm 1762), hưởng thọ 52 tuổi. Trước đó, Elizaveta vốn dĩ đã luôn luôn phải bận tâm rằng mình sẽ qua đời. Là vị Nữ hoàng xinh đẹp, tuy đã vài lần lâm bệnh nhưng lòng dũng cảm đã khiến bà ta đảo chính cung đình và lên ngôi Nữ hoàng vào năm 1741. Bà thực hiện chính sách thân Áo và quyết tâm chống Phổ. Ngay sau khi bà mất, tân Hoàng đế nước Nga là Pyotr III - đã phá vỡ hiệp nghị liên minh với Đế quốc Áo, và ký kết Hòa ước Sankt-Peterburg với Vương quốc Phổ, nước đang lâm vào tình thế vô cùng khó khăn trong cuộc Chiến tranh Bảy năm (1756 – 1763) - tức là Chiến tranh Silesia lần thứ ba, vì đã cạn kiệt rất nhiều tài nguyên con người và vật chất. Không những thế, đồng minh duy nhất của nước Phổ là Đế quốc Anh cũng cắt viện trợ với họ. (Nhà Brandenburg ám chỉ triều đại vua Phổ - Tuyển hầu tước xứ Brandenburg).
Trước sự kiện này, vua nước Phổ là Friedrich II Đại Đế (trị vì từ năm 1740 cho đến khi qua đời vào năm 1786) đã từng lâm vào cảnh hết sức nguy kịch sau đại bại tại Kolín vào năm 1757. Nhưng cuối năm đó, ông bỗng đập tan tác liên quân Áo - Pháp trong trận đánh lớn tại Roßbach, nhờ có đường lối sách lược đúng đắn của ông. Theo nhà sử học người Đức là Gerhard Ritter thì đại thắng vẻ vang tại Roßbach gần như là một phép lạ (near miracle), giúp ông thay đổi tình thế. Sau đại thắng này, ông liền hành binh về tập kết quân đội tại tỉnh Silesia và đại phá tan tành liên quân Áo - Bayern trong trận đánh lớn tại Leuthen. Tuy quân Áo không cầu hòa sau đại bại ê chề tại Leuthen, đại thắng tại Leuthen được coi là đóng vai trò lớn lao đối với "Phép lạ" về sự sống còn của Vương quốc Phổ. Các chiến thắng rực rỡ tại Roßbach và Leuthen của ông đập tan nát kẻ thù hùng mạnh hơn hẳn, được ngợi khen là những chiến thắng huy hoàng nhất của ông trong cuộc Chiến tranh Bảy Năm, và được tôn vinh là hai Phép lạ diễn ra chỉ trong một thời gian ngắn. Ngoài ra, nhà vua cũng đã từng sử dụng thành ngữ này trong trường hợp khác: Vào năm 1759, Quân đội Nga giành được nhiều thắng lợi vẻ vang. Cụ thể, vào ngày 12 tháng 8 năm 1759, liên quân Nga - Áo đánh tan tác quân Phổ trong trận đánh tại Kunersdorf và xém nữa thì bắt được vua Friedrich II Đại Đế. Nhà vua chỉ được người chiến binh anh dũng Prittwitz cứu sống. Sau thất bại, ông ngự bút thư gửi cho quan Tể tướng là Bá tước Karl-Wilhelm Finck von Finckenstein:
| “                  | ...Trẫm sẽ không thể sống sót sau sự thay đổi ghê gớm này của vận may. Những hậu quả của trận chiến sẽ còn tệ hại hơn cả chính trận chiến đó. Trẫm không còn năng lực nữa, và tuyệt đối nói thật với Khanh nhé, Trẫm nghĩ tất cả mọi thứ đều mất hết cả rồi. Trẫm sẽ không sống được đến khi vong quốc. Vĩnh biệt! | ” |
| — Friedrich Đại Đế | |   |

Liên quân Nga - Áo thắng trận đã đóng quân tại sông Oder, cách kinh thành Berlin 50 dặm. Nhưng vào ngày 16 tháng 8 năm 1759, hào khí của nhà vua hồi phục. Liên quân Nga - Áo mất mát đến gần 2 vạn binh sĩ và dĩ nhiên là trở nên nản chí. Vào ngày 21 tháng 8 năm 1759. Ludwig Ernst Cöper làm quan Thị lang Triều đình thay thế Eichel, viết từ Furstenwalde rằng tình hình xem ra không quá tuyệt vọng đâu, và quả nhiên là ban đầu liên quân Nga - Áo thụ động. Vào ngày 28 tháng 8 năm ấy, nhà vua hay tin liên quân Nga - Áo, thay vì tiến đánh kinh đô Berlin, đã nam tiến về Liberoze. Họ lo sợ ông Phổ sẽ phản công đánh tan họ, nên không dám tấn công ông. Họ đã thất bại trong việc phát huy thế thượng phong của mình. Ông đã viết cho em trai mình là Hoàng tử Friedrich Heinrich Ludwig như sau:

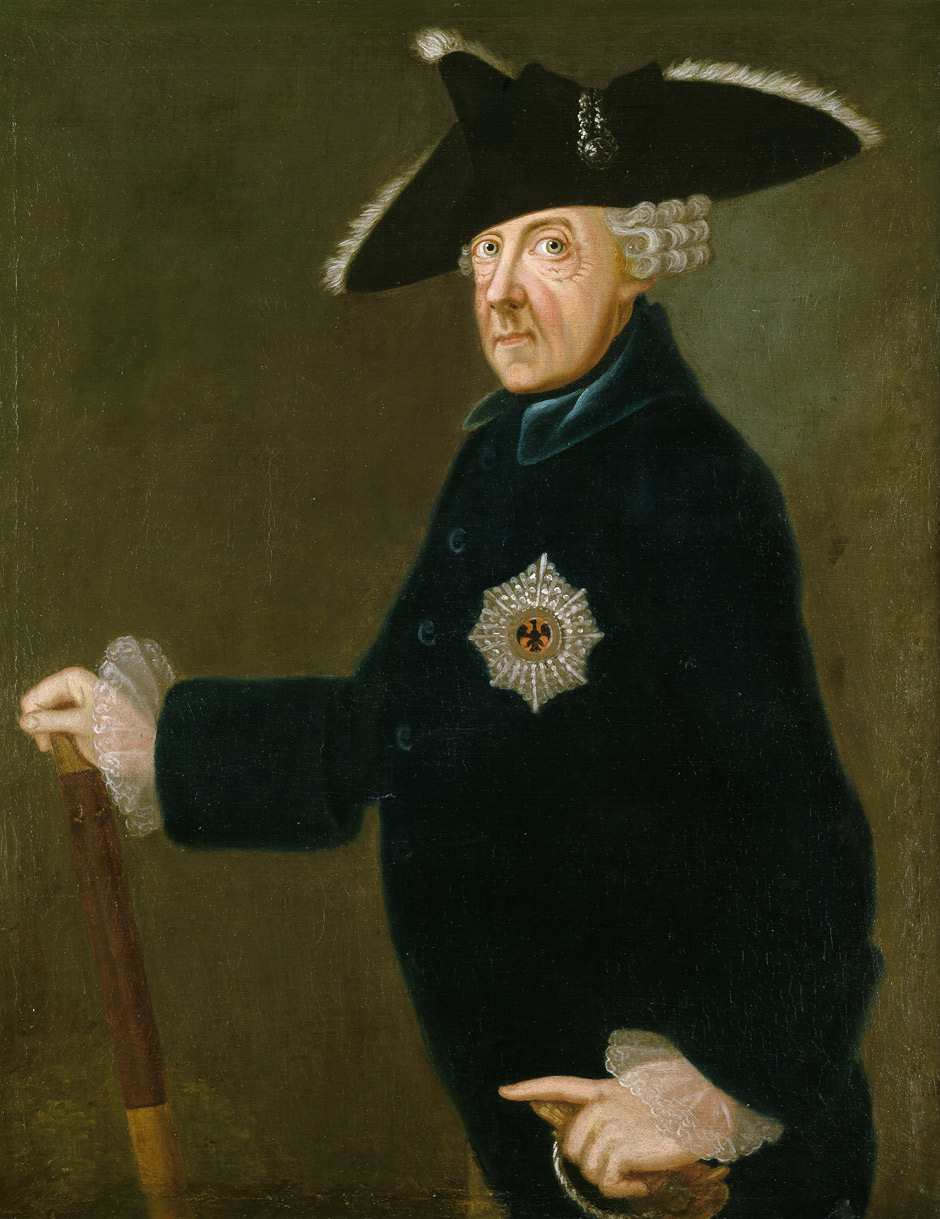
Vua Phổ Friedrich II, tức Friedrich Đại đế đã giành thắng lợi trong các cuộc chinh chiến tại Silesia (1740 - 1763).

| “                     | Quả nhân xin báo tin cho hoàng đệ về phép lạ của Nhà Brandenburg. Vào thời gian khi quân thù đi qua Oder, và đã có thể quyết định đánh trận thứ hai và kết thúc chiến tranh, bọn chúng lại đi ra hướng Mul'roze và Liberoze. | ” |
| — Đại đế Friedrich II | |   |

Vào ngày 31 tháng 8 năm 1759, nhà vua nước Phổ đóng quân tại Waldow, nhờ đó ông chặn đứng được bước tiến công của quân Nga vào xứ Sachsen và chốn kinh kỳ Berlin, và cản hết đường tiến quân của quân Nga vào vùng Hạ Lusatia màu mỡ. "Phép lạ của Nhà Brandenburg" lại đến "phần hai": liên quân Nga - Áo thất bại trong việc tập hợp lực lượng ở phía Nam thành Berlin. Đó là do bất hòa giữa hai vị Tổng tư lệnh Quân đội Áo và Nga, vì quyền lợi riêng của bọn họ, mà không phải là Friedrich II Đại Đế không biết trước. Tổng tư lệnh quân Áo là Bá tước Leopold Joseph von Daun lo sợ sự hiện diện của Hoàng tử Friedrich Heinrich Ludwig tại xứ Sachsen và miền Nam Silesia làm tổn hại đến đường tiếp tế của ông. Dĩ nhiên, một nguyên nhân khác của "Phép lạ này" là nhờ có Hoàng tử Friedrich Heinrich Ludwig, với tài nghệ chiến lược đã buộc quân Áo phải xóa bỏ dự định tiến công vào thành Berlin. Viên Tổng tư lệnh Quân đội Nga là Pyotr Semonoyovich Saltykov cũng cho rằng quân của ông ta không thể tiến công thêm vì đã chịu quá ư là nhiều tổn thất, nên cũng tách rời khỏi người đồng cấp Áo của ông ta mà kéo quân ra nơi khác. Cả hai bên tham chiến đều mệt mỏi và chỉ một hậu quả duy nhất của trận Kunersdorf là quân Áo chiếm đóng thành Dresden tại xứ Sachsen. Sau đó, các tướng lĩnh của Friedrich II Đại Đế sẽ còn phải chịu thêm vài chiến bại nữa, nhưng ông tồn tại sau chiến dịch năm 1759. Nguyên nhân chính mà ông có được "Phép lạ của Nhà Brandenburg" này là nhờ những cuộc hành quân hiển hách của Hoàng tử Friedrich Heinrich Ludwig, giúp ông giữ vững lấy thành phố Breslau. Nhưng sau đó, tình hình nước Phổ kiệt quệ, đến mức nhà vua nghĩ rằng ông không thể tiếp tục chiến đấu "trừ phi có một phép lạ".
Song, chính ông đã mang lại một phép lạ cho mình: vào năm 1760, ông đại phá quân tinh nhuệ Áo trong trận đánh tại Liegnitz. Không những thế, một "phép lạ" khác là khả năng sống sót của ông sau những trận chiến ác liệt: sau chiến thắng tại Liegnitz, ông lại đập tan tác quân Áo trong trận đánh khốc liệt tại Torgau, và bị thương nhẹ ở ngực. Trong khi mọi liệt cường tham chiến đều kiệt quệ thì chính sự kiên cường của ông đã khiến cho nước Phổ vẫn tiếp tục đấu tranh. Chính nhờ thiên tài quân sự của ông cùng với khoản viện trợ của Anh Quốc mà các cường địch bị giam chân cho đến tận lúc này. Vào năm 1761, pháo đài lớn Schweidnitz tại tỉnh Silesia rơi vào tay quân Áo, dù nhà vua ngăn chặn được liên quân Nga - Áo tại Bunzelwitz. Đó lần đầu tiên quân Áo đóng quân trên đất Silesia kể từ đầu thập niên 1740. Không những thế, Quân đội Phổ cũng mất pháo đài Kolberg về tay quân Nga, sau một thời gian đấu tranh lâu dài. Thế là nước Phổ mất quyền thống trị tỉnh Pomerania. Trước tình cảnh này, nền quân chủ Phổ lâm vào nguy kịch, và Friedrich II Đại Đế phải tìm cách kêu gọi Đế quốc Thổ Nhĩ Kỳ Ottoman tham chiến chống Nga - Áo, nhưng rồi chẳng thấy quân Thổ Nhĩ Kỳ Ottoman đâu. Nhà vua tuyệt vọng, và ông từng nghĩ đến chuyện sẽ nhận lấy cái chết của vị anh hùng Cato Trẻ thời La Mã cổ đại, nhưng vẫn cố chờ quân Thổ Nhĩ Kỳ Ottoman đến họp binh. Không những thế, ông còn truyền lệnh cho các quan đại thần tiến hành đàm phán hòa bình. Ông đã mất đến 120 vị tướng soái trong suốt những năm tháng chinh chiến vừa qua, và không phải lúc nào ông cũng thật minh mẫn để truyền huấn dụ cho ba quân: có những lần, một số tướng lĩnh dưới quyền của ông như Hoàng đệ Friedrich Heinrich Ludwig phàn nàn rằng lệnh vua đã nhầm lẫn hoặc là bị nhầm lẫn.
Đôi khi người ta cũng sử dụng thuật ngữ "Phép lạ thứ hai của Nhà Brandenburg"  để chỉ việc kẻ thù nguy hiểm nhất của Friedrich II Đại Đế qua đời và vua Pyotr III (trị vì 1762) lên ngai vàng. Chánh sứ của nhà vua nước Phổ tại Ba Lan báo tin này lần đầu tiên cho ông vào ngày 19 tháng 1 năm 1762, và do nhà vua lúc ấy đang rất tuyệt vọng nên ông khó tin rằng thay đổi này sẽ mang lại lợi ích lớn lao gì cho Phổ. Song, sau ông mừng rỡ và viết rằng "Messalina của phương Bắc đã chết", sung sướng đến mức ông mất cả tinh thần thượng võ vốn có của ông. Vào ngày 22 tháng 1 năm 1762, ông viết cho Knyhausen: "Morta la Bestia". Vị tân Hoàng đế Pyotr III - khác với dì của mình - tuyên bố Friedrich II Đại Đế là một trong những người anh hùng vĩ đại nhất trên thế gian. Thậm chí ông còn gọi vị Quốc vương nước Phổ là "ông chủ của Ta". Thoạt tiên, Pyotr III chỉ rút quân Nga khỏi cuộc đại chiến, nhưng sau đó, chưa thỏa mãn, ông liên minh với Phổ. Với việc Nga - Phổ liên minh, nước Phổ chắc chắn đã tồn tại. Thực chất, sự kiện này không thực sự gây bất ngờ vì Elizaveta Petrovna vốn đã lâm trọng bệnh và Friedrich II Đại Đế đã đoán là bà sẽ mất ngay từ những năm tháng đầu tiên của cuộc Chiến tranh Bảy năm. Và, trước tình cảnh này thì tài năng của vua Friedrich II Đại Đế không đem lại thắng lợi nhanh chóng cho nước Phổ trong cuộc chiến tranh, nhưng giữ vững được đất nước mãi cho đến khi liên quân tan rã. Trước "phép lạ" 1762 thì đã có lần Quân đội Nga phải nghe những tin đồn về việc Nữ hoàng Elizaveta Petrovna qua đời. Hoặc là do quá ngưỡng mộ nhà vua nước Phổ vì tài cán của mình kém xa ông (và cũng thán phục tất cả những gì liên quan tới Phổ), hoặc là do nhận thấy ngân khố nước Nga đã kiệt quệ, Tân Hoàng đế Pyotr III đã trả lại đất đai của ông và giúp ông chống lại mọi kẻ thù của Vương quốc Phổ. Vùng Đông Phổ (bị quân Nga chiếm vào năm 1758) được cứu vãn. Vào ngày 8 tháng 7 năm 1762, Quân đội Nga rút khỏi vùng ấy. Những người lính Nga cũng như Hoàng đế của họ, coi Friedrich II Đại Đế là một chiến binh vĩ đại, mạnh mẽ và háo hức được ông chỉ huy. Trong khi đó, ông cũng trọng vọng Hoàng đế Nga như một bậc thánh linh. Tuy đây là một sự kiện vô cùng quan trọng, nhưng chính lòng kiên quyết đấu tranh vì chí khí vô song của Quốc vương Friedrich II Đại Đế khiến cho Vương quốc càng khó thể bại trận, và dễ dàng thắng trận hơn. Đồng thời khi đó vào tháng 12 năm 1761, Triều đình Áo suy kiệt và phải sa thải 2 vạn binh sĩ để lệ thuộc vào Nga, và quân Áo bị một cơn bệnh dịch đến chết người.
| “                                                                    | Nhà vua nước Phổ giờ đây lên ngôi Hoàng đế nước Nga. | ” |
| — Chánh sứ Sachsen tại kinh đô Sankt-Peterburg nói về "phép lạ" 1762 |                                                      |   |

| “                     | ...không ít khi, quân Áo... không thể ra đòn quyết định với Quân đội Phổ khi họ đang ở trong tình thế tuyệt vọng nhất. Với caí chết của Nữ hoàng Nga, liên minh Áo đã được chôn cất trong cùng một mộ với bà ta. | ” |
| — Friedrich II Đại Đế | |   |

Nữ hoàng Nga Ekaterina II đã thiết lập liên minh Nga - Phổ từ năm 1764 cho đến năm 1781.

Trong lúc ấy, mọi quốc gia châu Âu đều kiệt quệ với cuộc Chiến tranh Bảy năm, Vương quốc Thuỵ Điển cũng nhanh chóng rút khỏi cuộc chiến tranh với Hiệp định Hamburg, và các liệt cường chống Phổ còn lại là Áo và Pháp đều thua trận dù lực lượng Quân đội Phổ đã suy thoái. Giữ lúc cuộc chiến tranh giữa Phổ và Áo - Pháp thì Hoàng đế Pyotr III bị lật đổ, Nữ hoàng Ekaterina II (trị vì cho đến khi qua đời vào năm 1796) lên ngôi: dù có vị Nữ hoàng hùng mạnh này xé bỏ liên minh với nước Phổ và thậm chí có những dấu hiệu cho thấy vị Nữ hoàng hùng mạnh này sẵn sàng tái chiến với họ, bà đã tôn trọng nền hòa bình giữa hai bên: Do mệt mỏi với cuộc Chiến tranh Bảy năm, bà đã chấm dứt hẳn cuộc chiến này. Thế là toàn dân Đông Phổ lại một lần nữa củng cố vai trò thần dân của họ đối với vua Friedrich II Đại Đế. Quân Phổ đánh tan tác liên quân Áo - Pháp, và việc quân Thổ Nhĩ Kỳ Ottoman có ý định chinh phạt xứ Hungary đã khiến Nữ hoàng Áo là Maria Theresia phải cầu hòa, Vương quốc Phổ trở thành liệt cường. Những sự kiện trên chứng tỏ nước Phổ chiến thắng là do liên minh chống Phổ đã kiệt quệ, và dù Friedrich II Đại Đế có thể sẽ bị đánh bại vào năm 1761, điều tất yếu là Phổ sẽ không bại trận. Và, sự suy sụp của liên minh cũng thể hiện qua việc họ không thể tiêu diệt được ông khi ông đứng bên bờ vực thất trận. Phổ thắng trận, trở nên vinh hiển và không bị mất một tấc đất của Vương quốc.
Theo nhà sử học quân sự người Mỹ Jay Luvaas, mọi việc cho thấy bên cạnh hào khí anh dũng của nhà vua Friedrich II Đại Đế, nước Phổ tồn tại sau cuộc Chiến tranh Bảy năm cũng là nhờ liên quân chống Phổ không bao giờ hợp tác chặt chẽ với nhau. Không những thế, ngay cả việc ông tiếp tục tham chiến sau năm 1760 cũng cho thấy nước Phổ không hẳn vô vọng: một nước yếu vẫn có thể giành thắng lợi trước các nước mạnh hơn nếu họ kiên cường đấu tranh, vì trong thời đại của chế độ quân chủ chuyên chế Khai sáng, mọi cường quốc đều có thể làm cạn kiệt nguồn tài nguyên ít ỏi của mình (theo Gerhard Ritter). Vả lại, theo Giáo sư Sử học Quốc tế tại Trường Đại học St Andrews là Hamish M. Scott, nước Phổ tồn tại trong cuộc Chiến tranh Bảy năm phần lớn là nhờ những nỗ lực của họ: một sự thật rằng sau khi gặp thảm họa họ vẫn cứ tiếp tục chiến đấu đã góp phần thể hiện sự giai sức đáng kể của họ. Một trong những lợi thế mà họ có được là tài năng mưu lược của nhà vua. Sau năm 1763, cả thiên hạ đều gọi ông là "Friedrich Đại Đế", đều chú tâm đến ông và Vương quốc của ông. Tài nghệ siêu phàm của Đức Vua là hơn hết, song những yếu tố khác đóng góp chiến thắng vẻ vang là sự tuyệt hảo của Bộ máy hành chính và lòng can trường của Nhân dân Phổ, đưa đất nước hoàn toàn lên hàng ngũ liệt cường. Công lao của toàn dân đóng góp cho chiến thắng cũng thể hiện qua sự hy sinh của biết bao nhiêu là người Phổ. Tác giả Robert Greene - chuyên viết về sách lược - cũng cho rằng "Phép lạ của Nhà Brandenburg" chứng tỏ tài nghệ mưu lược của nhà vua: bị các cường địch vây tứ phía, tuy ông vốn chuộng chủ động tấn công nhưng bên cạnh đó, có khi ông cũng tổ chức phòng thủ, và đánh lừa địch, xé tan những cái lưới mà quân địch muốn bỏ ông vào. Cứ năm này qua năm khác, ông đưa đất nước thoát khỏi thảm họa, để rồi khi Elizaveta đột ngột qua đời, Pyotr III lên ngôi Hoàng đế thì Nga rời khỏi liên minh chống Phổ. "Phép lạ" mà Friedrich II Đại Đế mong muốn đã đến, đó là nhờ ông: nếu như ông đầu hàng hoặc cứ ngoan cố tấn công trong thời điểm thảm bại nhất của mình thì hẳn là ông sẽ mất hết mọi thứ, nhưng sẽ vì đó, ông tổ chức hành binh đánh lừa địch, nhờ đó tạo điều kiện cho ông "câu giờ" địch. Cũng theo Greene, ông chiến thắng và sống còn được trong cuộc Chiến tranh Bảy Năm là nhờ ông luôn quyết đoán hơn hẳn các tướng lĩnh phe liên minh, vốn luôn phải họp mặt, hỏi ý nhau. Theo nhà sử học Theodor Schieder thì cho dù ông có nói: "Trò chơi cơ hội vĩ đại đến thế đấy ! Nó chế giễu sự khôn ngoan đến ngạo mạn của những con người, giữ vững những hy vọng của người này và đập tan tác những hy vọng của người kia", thực chất cuộc Chiến tranh Bảy Năm không hẳn là một "trò chơi cơ hội". Ngoài sự yếu kém của liên quân chống Phổ, tuy chỉ có nước Anh giúp đỡ nhưng ông đã lãnh đạo nước Phổ thắng trận trong điều kiện khó khăn, giữ vững non sông, do đó "Phép lạ" này cũng là thành quả của thiên tài của chính ông: từ năm 1759 cho đến năm 1763, ông đã chặn đứng được các kẻ thù hùng mạnh của mình. Và, trong hai năm cuối của cuộc chiến thì viên Tổng tư lệnh quân Áo - Bá tước Daun cũng rất chần chừ, thể hiện một mình nước Áo luôn không thể diệt nổi Phổ. Lối chiến tranh này của Daun biểu thị đúng tình hình, chứng tỏ Áo không được tổ chức tốt, chứ không phải là do Áo có cơ cấu chỉ huy tệ hại nên bỏ dỡ ra đòn lúc nước Phổ sắp thua như lập luận của chính nhà vua Friedrich II Đại Đế. Schieder cũng ghi nhận rằng thế ưu việt của ông trước liên quân chống Phổ, đặc biệt là với Áo - nước lân bang đã hao tổn tài nguyên dồi dào của mình mà vẫn đại bại, là nhờ con người phi thường của ông, là sự kết tinh giữa tài năng lãnh đạo quân sự và chính trị. Trong những thời khắc như trước trận đánh ở Leuthen hồi năm 1757, ông trở nên nhiệt huyết, gắn bó với ba quân, nên được lòng các chiến sĩ, khác với một bậc Quân vương thường thấy. Khi Quốc vương đóng quân gần pháo đài Schweidnitz hồi giữa năm 1761, Nga dù có liên kết với Áo nhưng cũng không thể tấn công mà phải rút quân - theo Schieder, Nga đã mất đi cơ hội cuối cùng của mình để đánh bại cỗ máy quân sự Phổ, giữa lúc Elizaveta đã sắp qua đời. Còn nhà sử học Ludwig Reiners thì ghi nhận rằng rất có thể do lúc ấy Elizaveta lại lâm bệnh và Nguyên soái Nga Aleksandr Borisovich Buturlin có ý tưởng chính trị riêng nên ông ta không tấn công. Cũng theo Reiners, đây không hẳn là "cuộc chiến cơ hội" vì nếu Elizaveta còn sống thì có thể quân Nga sẽ phải bận tâm với những cuộc đàm phán giữa Quốc vương nước Phổ vá người Thổ Nhĩ Kỳ, trong khi giữa lúc đó quân Áo đã kiệt sức và Triều đình Áo gặp khó khăn về mặt tài chính - chứ không phải chỉ có cơ hội mới cứu thoái được ông như có người nói. Đồng thời, nếu Pyotr III không phải là người thán phục Friedrich II Đại Đế thì sự kiện Elizaveta sẽ không thay đổi được gì, và điều này hoàn toàn không phải chỉ đơn thuận là may mắn: theo Reiners, tiếng tăm lẫy lừng của Quốc vương, cho đến cuối cuộc chiến tranh, đã làm tổn hại nhiều nỗ lực quân sự và ngoại giao của các nước thù địch.
Trong thập niên 1930, Đảng Quốc xã lên lãnh đạo nước Đức. Họ tôn vinh Friedrich II Đại Đế là một danh nhân lịch sử mẫu mực, và khi lực lượng Wehrmacht sắp thất baị trong cuộc Chiến tranh thế giới lần thứ hai (1939 - 1945), họ coi "Phép lạ của Nhà Brandenburg" là một bài học: sau đại bại tại Kunersdorf, Friedrich II Đại Đế vẫn cương quyết gìn giữ non sông, giam chân cường địch và điều đó tạo cho nước Phổ chiến thắng một khi có thời cơ, là thành quả của ý chí kiên cường và sự quyết đoán của ông. Trong giai đoạn cuối cuộc đại chiến, thủ đô Berlin bị Quân đội Liên Xô vây hãm. Lãnh tụ Quốc xã Adolf Hitler thường luôn ví von ông với vua Friedrich II Đại Đế - một vị vua xuất chúng trong lịch sử nước Phổ. Nhắc lại khái niệm "Phép lạ của Nhà Brandenburg" vào hai thế kỷ trước đó, ông mong muốn nước Đức sẽ được cứu vãn bằng những sự kiện xảy ra bất ngờ, chẳng hạn như cái chết của Tổng thống Hoa Kỳ Franklin D. Roosevelt hay sự bất hòa giữa Thủ tướng Anh Quốc Winston Churchill và lãnh tụ Liên Xô Iosif Vissarionovich Stalin. Ngoài ra, khi Hitler phải chống chịu trước sức tấn công của Đồng minh Anh - Mỹ trong năm 1944, ông cũng tôn kính người anh hùng Friedrich II Đại Đế vì nhà vua đã chiến thắng cuộc Chiến tranh Bảy Năm trước những kẻ thù rất hùng mạnh. Ông cho thấy chính nhờ Friedrich II Đại Đế đã tóm giữ quyền chủ động, đánh thắng hết trận này đến trận kia, mà nhà vua đã có thể chống chịu được chiến bại để rồi cầm cự được cho đến khi Liên minh chống Phổ tan rã và nước Phổ thắng trận, vươn lên thành một liệt cường. Qua đó, thắng lợi to lớn của vị vua quyết đoán trong cuộc đấu tranh bảo vệ Phổ Quốc đặt tiền đề cho chiến lược của Hitler lúc bấy giờ là chia cắt lực lượng Đồng Minh. Với Friedrich II Đại Đế trở thành một tấm gương mẫu mực đối với Hitler, ông cảm thấy mình được khuyến khích để tiếp tục nỗ lực chiến tranh. Hitler cũng lặp lại câu nói của Friedrich II Đại Đế, rằng nước Phổ đã thắng trận khi "một trong những kẻ thù đuối đi đã quá mệt mỏi để có thể tiếp chiến", qua đó ông tin chắc một trong những nguyên nhân Friedrich II Đại Đế chiến thắng là do vị Quốc vương đã liên tiếp đánh thắng từng địch thủ một, không để quân Liên minh số đông cùng nhau hợp lực trên một mặt trận.